# Cryptolabis (Cryptolabis) laddeyi
Cryptolabis (Cryptolabis) laddeyi is een tweevleugelige uit de familie steltmuggen (Limoniidae). De soort komt voor in het Neotropisch gebied.